# Islandologia
Islandologia – nauka (dział krajoznawstwa) obejmująca swym zainteresowaniem Islandię – wyspiarski kraj nordycki na północnym Atlantyku. Koncentruje się na zagadnieniach geograficznych (geologia, wulkanizm, hydrologia, meteorologia, klimatologia, biologia) a także kulturoznawczych (skandynawistyka, literaturoznawstwo, muzyka, historia, socjologia, religioznawstwo, etnografia). Islandologia to nauka zarówno systematyzująca, jak i poznawcza.
Islandologia również interesuje się zagadnieniami związanymi z turystyką.